# خطاب (حماة)
خطاب بلدة في منطقة حماة في محافظة حماة في سوريا. تقع على بعد حوالي 12 كم شمال غرب حماة وسط أراضي زراعية خصبة على ضفاف نهر العاصي.

## أصل التسمية
يعود أصل تسمية خطاب بهذا الاسم إلى أول شخص سكن البلدة في العصر الحديث وهو خطاب الحوراني قبل حوالي 500 عام حيث كان في رحلة تجارية للشمال وعند مروره في هذه المنطقة أقام فيها واستقر وبدأ بأعمال الزراعة والبناء على أنقاض خربة جلين التي كانت عامرة قبل ألوف السنين في ذات الموقع.

## تاريخ البلدة
لموقع البلدة المطل على نهر العاصي سبب كبير في توالي عدة أقوام سكنتها فقد عُثر فيها على نصال حجرية تعود لآلاف السنين موجود قسم منها في متحف حماة الوطني..
منها الآراميون حيث أسموها جلين وتعني بلغتهم القبة حيث أن اتجاه السفح المبنية عليه يواجه الشمس عند الشروق... تلتها تسمية خربة جلين في إشارة إلى بقايا ما بناه الآراميين وبوصول (الشيخ خطاب) من سهول حوران إليها قبل ما يقارب ال500 عام تغيّر الاسم إلى (خطاب)... وخلال القرن التاسع عشر والعشرين وإبان الحكم العثماني والاحتلال الفرنسي كان النظام الإقطاعي يستحوذ على جميع أراضي القرية حول النهر وغربي الوادي ما منع السكان أن يخرجو من الشريط السفحي الضيق لوادي نهر العاصي حيث كانت البيوت متلاصقة وتشكو من الازدحام الشديد حتى عام 1965م أي بعد استصدار قانون الإصلاح ببضع سنين فقد سمحت الحكومة آنذاك لأهالي القرية بأن ينقلو مساكنهم إلى السهل الغربي خارج الشريط السفحي للوادي...
بنيت القرية الجديدة بناءً على مخطط مدني حديث حيث شقت فيها الطرق المستقيمة المعبدة ذات الأرصفة العريضة ووزعت فيها المرافق والخدمات العامة بشكل جيد كالحدائق والمدارس والمؤسسات العامة... فأصبحت نموذجاً جميلا للبلدات والقرى الحديثة.

## الجغرافيا

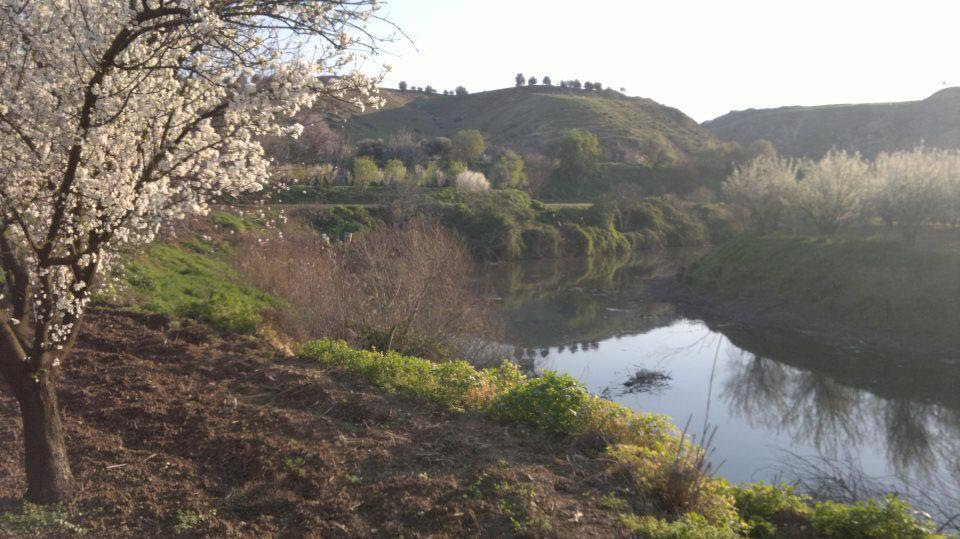
نهر العاصي قرب بلدة خطاب عام 2014

وتقع على الضفة الغربية للنهر ويوجد لها جسر وحيد للعبور إلى الضفة الشرقية. وتسمى الأراضي الزراعية التي تقع على الضفة الشرقية لنهر العاصي الأزوار وتُروى من النهر أما الأراضي الزراعية التي تقع في الجهة الغربية للبلدة فهي تُروى عن طريق الآبار الارتوازية، ومياه سد الساروت الذي يقع في الجهة الشمالية الغربية للبلدة ويبعد عن مركزها حوالي 3 كم.
يبلغ عدد سكانها 12000 نسمة مساحة جميعهم يدينون بدين الإسلام، في البلدة يوجد 6 مساجد وهي مسجد خطاب الأثري وجامع خطاب الكبير وجامع الحسن وجامع الإصلاح وجامع أبو بكر الصديق والجامع الشمالي..
ويعتبر جامع خطاب الكبير من أكبر الجوامع في محافظة حماة ويتسع لنحو 6000 مصلي وتم بناؤه على عدة مراحل وتوسعات..
مساحة المخطط التنظيمي للبلدة 205 هكتار وهو قيد التوسعة وتشتهر بمناخها الجميل وأراضيها الخصبة أشهر محاصيلها البطاطا والدراق والخوخ والخضراوات.
وعلى نهر العاصي يوجد العديد من النواعير الأثرية على طول الضفة التابعة للبلدة وهي: ناعورة أحمد العبدو. ناعورة الزور الشمالي. ناعورة وادي الناعورة. ناعورة المسالق. الناعورة الخربانة. ناعورة الناصرية..

## الخدمات والمرافق
فيها مركز للبريد والهاتف ومركز الطوارئ الكهرباء ومركز المياه ومركز النفاذ التابع للجمعية السورية للمعلوماتية ووحدة إرشادية ومركز صحي ومؤسسة إستهلاكية وجمعية فلاحية وناد رياضي. فيها أيضًا مدرسة ثانوية وثلاث مدارس تعليم أساسي.

## معرض الصور

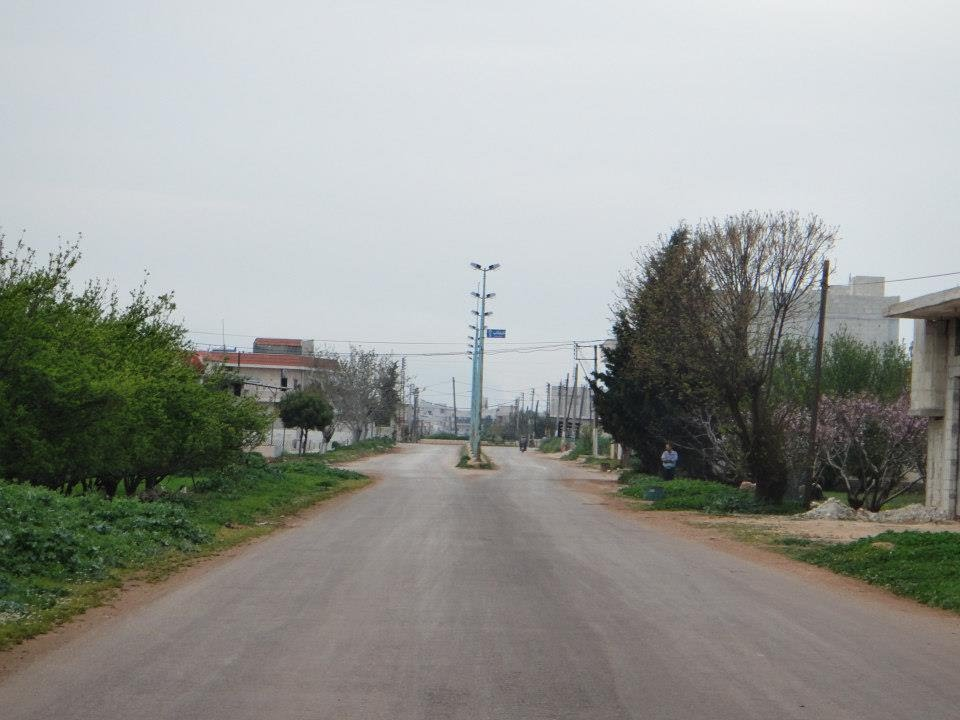
مدخل البلدة الجنوبي
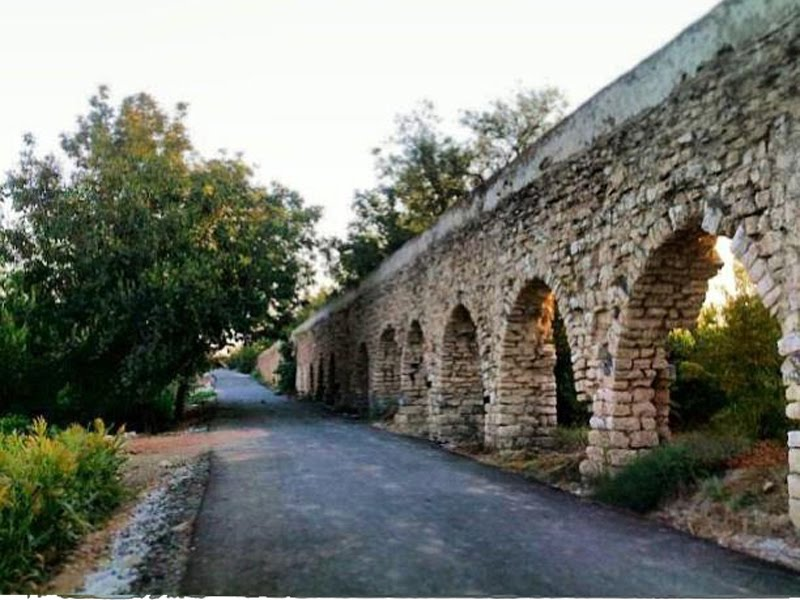
الحجرية الشمالية
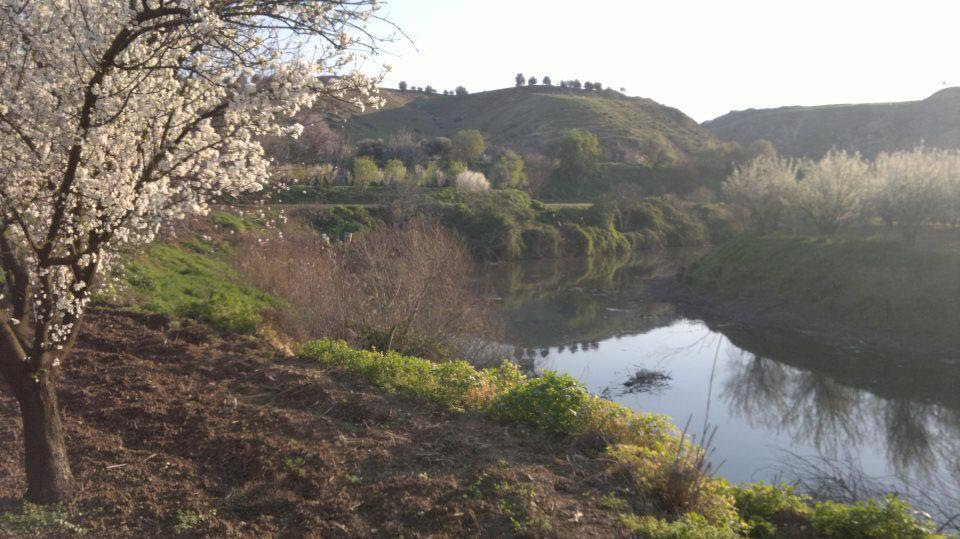
نهر العاصي في بلدة خطاب
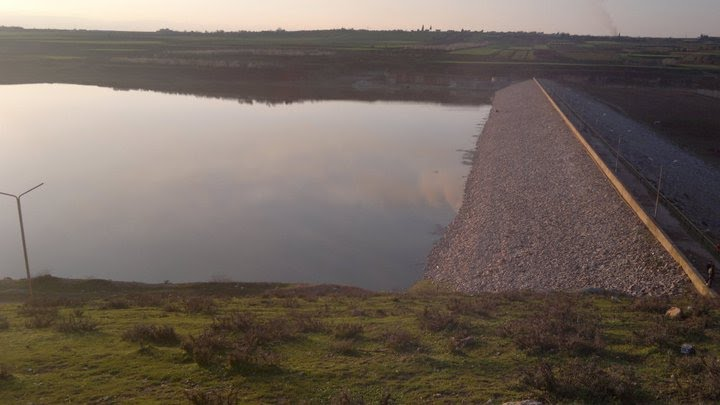
سد الساروت - بلدة خطاب
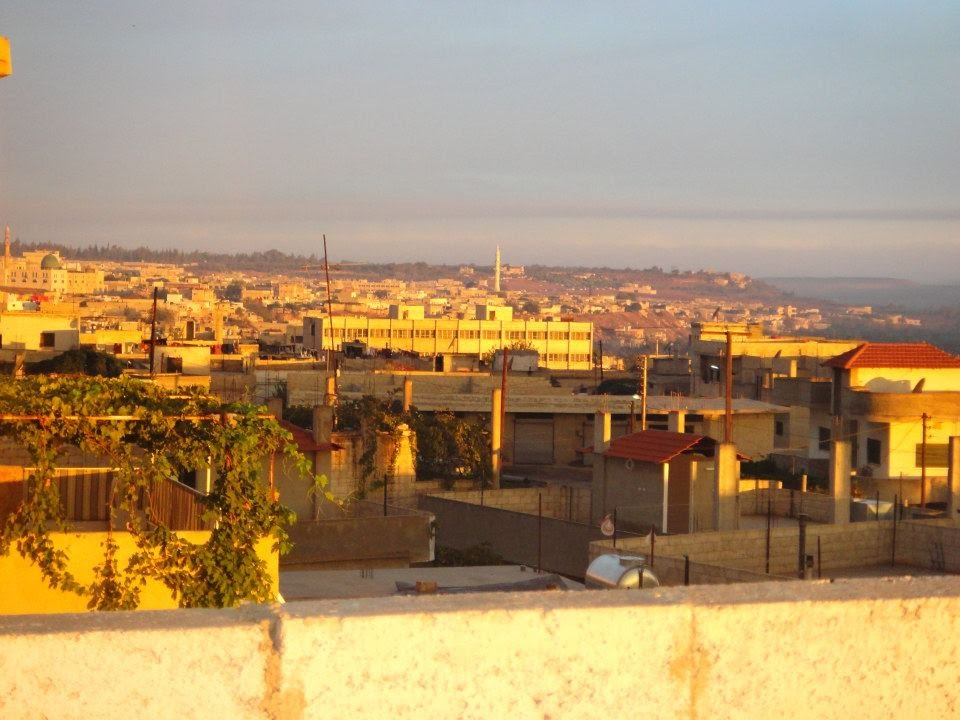
بلدة خطاب
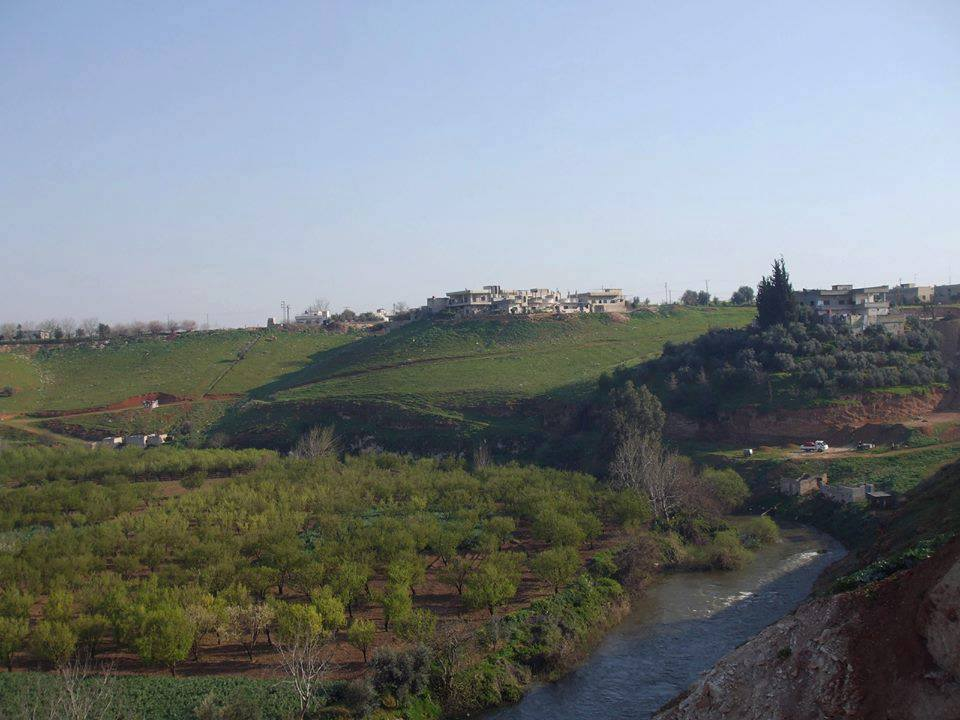
نهر العاصي في خطاب
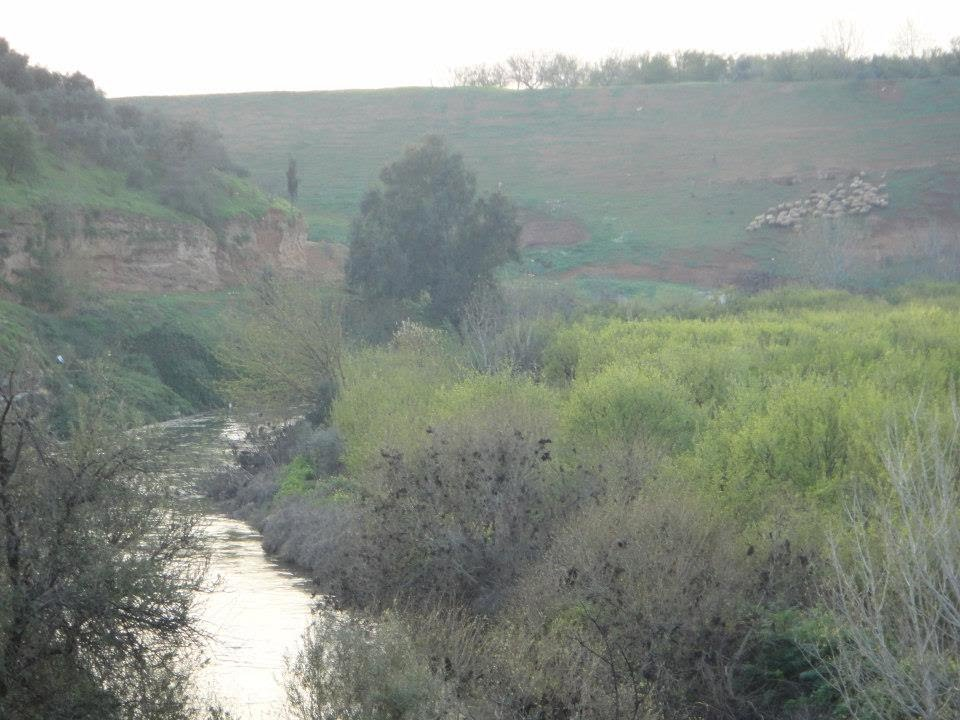
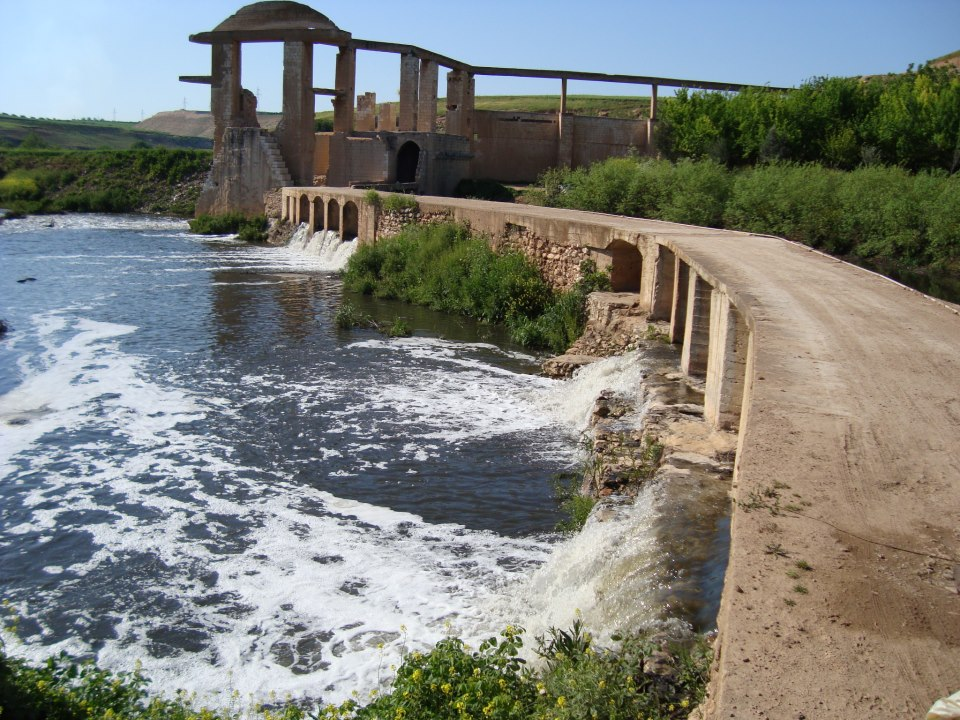